# 348.ª Divisão de Infantaria (Alemanha)
A 348.ª Divisão de Infantaria (em alemão:348. Infanterie-Division) foi uma unidade militar que serviu no Exército alemão durante a Segunda Guerra Mundial.

## Comandantes
| Comandante                     | Data                                            |
| ------------------------------ | ----------------------------------------------- |
| Generalleutnant Karl Gümbel    | 27 de setembro de 1942 - 5 de fevereiro de 1944 |
| Generalleutnant Paul Seyffardt | 5 de fevereiro de 1944 - ? de setembro de 1944  |

## Oficiais de operações
| Major Olaf von Lindequist | outubro de 1942 - novembro de 1942          |
| Major Heinrich Sartorius  | novembro de 1942 - maio de 1943             |
| Major Elmar Warning       | 10 de maio de 1943 - 10 de dezembro de 1943 |
| Major Barkhausen          | 1 de janeiro de 1944 - outubro de 1944      |

## Área de operações
| França | setembro de 1942 - setembro de 1944 |